# Terapia de grupo
Es un tratamiento terapéutico de naturaleza psicológica que se proporciona a los pacientes que lo necesiten de manera grupal, para mejorar su salud mental y calidad de vida. Además, el grupo psicoterapéutico dota a sus miembros de estrategias adecuadas de afrontamiento y de recursos cognitivos y emocionales adaptativos para el cambio y aumenta la autonomía y el crecimiento personal a nivel individual, evitando la cronificación y la disminución sintomatología en las áreas afectadas por el trastorno.

## Antecedentes de las técnicas de intervención grupal

### Prehistoria

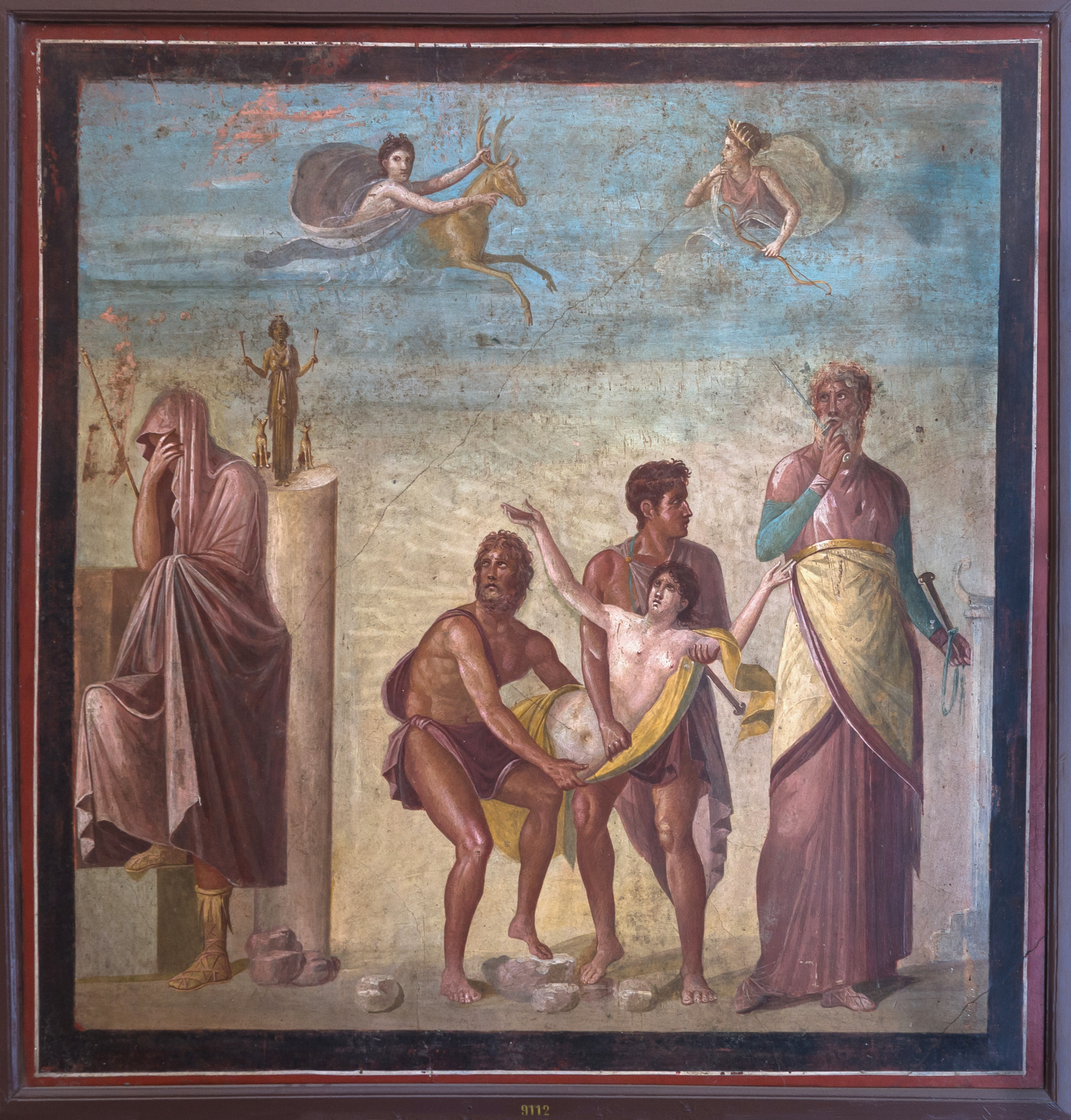
Drama Griego.

La historia de la Humanidad ha estado influida por dinámicas e interacciones grupales. Los líderes tribales y religiosos se servían del entramado social para promover curaciones y cambios de conducta mucho antes de que existieran los profesionales de la salud mental.
Los primitivos ritos chamánicos, las tragedias griegas y las obras de teatro medievales de carácter moralizante apuntan también en esa dirección. Durante la Edad Media, con el fin de ayudar a los enfermos mentales, numerosos monasterios sirvieron como asilo. Valga como ejemplo la colonia Gheel en Bélgica. Las sesiones grupales de hipnosis dirigidas por Mesmer y el movimiento de tratamiento moral favorecían saludables interacciones de grupos y experiencias sociales reconstructivas entre los pacientes mentales.
Quizá el más antiguo precedente de la terapia de grupo sea la apertura de la Hull House de Jane Addams, en los Estados Unidos, en 1889. Gran número de personas necesitaban ser realojadas, y esto llevaba consigo serios problemas de organización de la convivencia, de canalización de sus reivindicaciones, y de mejora de sus condiciones de vida. La Hull House intentó proporcionar, por medio del trabajo grupal, una cierta respuesta a estas demandas. Jane no estuvo sola. Organizaciones católicas y judías tomaron a fines del siglo XIX y principios del anterior el mismo camino. Quizá sea este comienzo, tan orientado al bienestar social y a la mejora global de las condiciones de vida, el que ha hecho que el trabajo con grupos haya mantenido siempre, junto con su interés primordial por el bien de los miembros del grupo, un interés muy vivo también por la inserción en la sociedad en su sentido más amplio.

### La etapa del sentido común. Pioneros
La terapia de grupo, en el sentido de una actividad planificada bajo guía profesional para tratar la patología de la personalidad, es una invención estadounidense del siglo XX. 

#### Joseph Hersey Pratt (1872-1956)
Entre los pioneros se cuenta a Joseph Pratt (1922), internista que ya en 1905, preocupado por aquellos pacientes pobres en recursos económicos, que no se pueden permitir un tratamiento hospitalario, decide organizar con ellos unos grupos de apoyo que les sirvan de ayuda y de instrucción acerca de la conducta a seguir hasta su curación. El trabajo con grupos adquiere desde este momento el aire de "tratamiento". Pratt trabajaba en un ambulatorio de Boston (Massachusetts) y los enfermos eran tuberculosos. Los grupos que se formaron eran de unos 20 enfermos, y la actividad al comienzo se pareció mucho a una clase: Pratt instruía a los miembros de cada grupo sobre cómo alimentarse, como organizar su descanso y su trabajo, en el ambiente familiar que debían soportar, ya que no podían ser atendidos en el hospital. Los asistentes que cumplían mejor el régimen propuesto eran promovidos a las primeras filas del aula, según una situación de escalafón o estatus claramente establecido. El médico asumía el rol de una figura parental idealizada. Inspeccionaba los registros diarios que realizaban los pacientes de su temperatura, pulso, ingesta de alimentos, tiempo de permanencia en el exterior y otros datos, con la finalidad de estimularlos para que perseveraran en el programa. Pero pronto advirtió que, con el paso del tiempo, más importante que sus palabras era el clima que se creaba en el grupo mismo. Los miembros, notaba, eran, unos para otros, una poderosa arma de apoyo mutuo. Pratt observó que tenían un arma en sus manos que ningún hospital les podía proporcionar: la fuerza del vínculo común que les proporcionaba la enfermedad común a todos ellos.

#### Edward W. Lazell
Fruto de un interés semejante por los enfermos sin recursos, otro médico, esta vez un psiquiatra, Edward W. Lazell, comenzó en 1918 a "tratar" a los soldados que volvían a Norteamérica de la Guerra Europea, aquejados de desórdenes psicóticos, en reuniones de grupo en el hospital St. Elizabeth de Washington D. C. . De nuevo advierte que el grupo, cuando se le permite comunicarse en cierta libertad, aborda temas que tienen que ver con la situación global de la persona, y no se reduce a lo que toca al síntoma concreto que al comienzo trajo a cada persona a recibir tratamiento. Lazell, como Pratt, guiado de su buen sentido, insistía de forma inconsciente en la importancia que tiene para toda curación el recibir información adecuada, el recibir consejos sensatos, el verse apoyados por otras personas en situación semejante, y el que los pacientes se identificaran unos con otros de forma espontánea y cordial.

#### L. Cody Marsh
Aproximadamente una década más tarde Linus Cody Marsh (1931), sacerdote que luego se hizo psiquiatra, desarrolló un abordaje grupal con pacientes internos en el Hospital Estatal de Kings Park, de Long Island. Utilizaba los conceptos teóricos de Freud, Le Bon, McDougall y los métodos psicoeducativos de Lazell para estimular las emociones grupales y la adaptación al ambiente hospitalario, donde se aplicaba tanto el exhorto como la sugerencia. Suplementaba sus conferencias con tareas en casa, lecturas, cantos, ejercicios grupales, testimonios y conferencias de pacientes, tiempo para preguntas y respuestas, role playing y otras técnicas psicodramáticas.
El objetivo del tratamiento era inspirar en los pacientes un estado de ánimo feliz. En 1933 organizó innumerables grupos “socio-educativos-industriales” en el Hospital Estatal Worcester, para el personal, pacientes y comunidad hospitalaria. Trabajó con grupos de médicos, clérigos, educadores, enfermeras y estudiantes, con temas que incluían problemas de desarrollo, sexualidad, matrimonio, religión, filosofía, y adquisición de serenidad, éxitos, entre otros. Su lema, repetido a menudo era: “La multitud les rompió, la multitud debe sanarles". También se añadió, a este moderno medio de abordaje, promover encuentros comunitarios en su hospital, con participación tanto de pacientes como de miembros de planta.
Esta rudimentaria terapia, que E. J. Anthony (1972) califica de “psicológicamente ingenua”, utiliza, en forma sistemática y deliberada, las emociones surgidas en el grupo. Estimula la aparición de algunas (como la emulación) y desalienta la expresión y desarrollo de otras (como la agresión). El método, que induce la identificación del enfermo con el médico, da por resultado el fortalecimiento de las defensas útiles para poder cumplir ciertas normas y programas de higiene y de vida.

#### Otros
L. Grinberg, M. Langer y E. Rodrigué (1957) clasifican entre las “terapias exhortativas paternales, que actúan por el grupo,” a los métodos derivados de este modelo inicial, ya que incitan y se valen de las emociones colectivas sin tratar de comprender su naturaleza, ni modificar las estructuras psíquicas subyacentes. El grupo se utiliza como medio eficaz y económico para influir a numerosas personas. La organización de este tipo, cuya versión moderna la constituyen algunos grupos de encuentro y maratón, se parece a la de ciertas comunidades religiosas que idealizan al líder. Los programas actuales para personas con sida incluyen muchos de sus principios.

### Años 30. El influjo del psicoanálisis
La asociación libre se ha convertido, al filo de los años 30, en sinónimo de tratamiento ideal para la curación de problemas psicológicos. Lo elevado del coste del tratamiento psicoanalítico sugiere la reunión de grupos donde se puedan alcanzar parecidos resultados. Y de la confluencia de ambos elementos, asociación libre y reunión en grupo, va a nacer la primera versión de lo que será en adelante terapia de grupo.
La utilización de pequeños grupos en forma planificada para el tratamiento de problemas de personalidad, comenzó en los Estados Unidos en la década de 1930 con los trabajos de Louis Wender, Paul Schilder, Jacob L. Moreno, Samuel Richard Slavson, Fritz Redl y Alexander Wolf. El abordaje de Wender (1936) se inició en el contexto de pacientes ingresados, combinando conceptos freudianos sobre la psicología de grupo (1921) con interpretaciones de la transferencia familiar a la de transacción, dentro del grupo. Posteriormente extendió su trabajestáticamente centrado en las dinámicas intrapsíquicas. Como formuló Leon Fine (1979), el psicodrama se sirve de interacciones dramáticas, mediciones sociométricas y dinámica de grupo, basándose esto a grupos de pacientes ambulatorios (Wender, Stein, 1949). Edward Pinney (1978) considera a Schilder (1936) como pionero de la terapia analítica de grupo debido a sistemática interpretación tanto de la transferencia como de los sueños. Aunque Moreno aplicaba métodos de acción dramática (el Teatro de la Espontaneidad) en Viena a comienzo de los años veinte, su abordaje psicodramático como modalidad de tratamiento clínico no surgió en Estados Unidos hasta la mitad de los años treinta, con la fundación de un hospital psiquiátrico en Beacon, Nueva York, y dos institutos de formación. Moreno (1953) invocaba la superioridad de sus métodos de acción de cara a la vida real frente al psicoanálisis de Freud, en la teoría de roles para inducir cambios en individuos y grupos mediante el desarrollo de nuevas percepciones y conductas y la reorganización de antiguos patrones cognitivos.

#### Louis Wender
Louis Wender (1889-1966) estudió con William Alanson White y con S. Freud. Fue director del Hospital Hillside, de Hastings-on-Hudson (Nueva York). Veía al hospital como una familia substituta. Abordó los problemas de convivencia entre pacientes mentales leves y psiconeuróticos mediante terapia combinada, individual y grupal. El tratamiento duraba cinco meses aproximadamente. En las sesiones presentaba una exposición sencilla de las motivaciones de la conducta, el conflicto, el inconsciente, por ejemplo. No interpretaba las resistencias, sino desviaba la atención de ellas a otros temas y tomaba en consideración ciertos factores sociológicos (interacción grupal). Apelaba a la comprensión intelectual de la conducta, favorecía la catarsis y la utilización terapéutica de las transferencias laterales.
Estos grupos son básicamente de apoyo, represivos, no de búsqueda de insight (capacidad de darse cuenta y tomar conciencia de una realidad interior que normalmente había permanecido inconsciente). Intentan reforzar los mecanismos de defensa útiles para obtener los objetivos planeados. Se han aplicado con éxito a pacientes esquizofrénicos tempranos con poca desorganización; así como en depresiones sin retardo marcado, con libidinización del pensamiento y en las psiconeurosis (con excepción de la neurosis compulsiva severa de larga duración). En los abordajes de Marsh, Low, Wender y Lazell, los expacientes dados de alta regresan a la institución a compartir sus experiencias con los internos. Wender influyó sobre Aaron Stein, maestro de cientos de residentes psiquiátricos en el Hospital Mount Sinaí de Nueva York, quien pudo realizar interpretaciones al grupo como un todo, gracias a su percatación de la transferencia a los pares.

#### Paul Schilder
Paul Schilder (1886-1940), director clínico del Hospital Psiquiátrico Bellevue y profesor-investigador de la universidad de Nueva York, colaboró con Wender en el trabajo pionero de aplicar los principios psicoanalíticos freudianos al encuadre grupal. Interpretaba sistemáticamente sueños, asociaciones libres y dirigidas y transferencia. En la década de los treinta introdujo en el grupo actividades estructuradas (biografías escritas), interpretaciones didácticas y terapia artística (por influjo de su esposa Lauretta Bender), interpretando sus productos como si de sueños se tratara. Por su interés en la imagen corporal, incluyó en sus grupos cuestionarios sobre cuerpo y belleza; sentimientos de superioridad e inferioridad con respecto al aspecto físico, y otros. Prescribía tratamiento conjunto, individual y grupal en un mismo terapeuta, a fin de obtener insight; entendido este como la habilidad para ver las estructuras del mundo real y actuar de acuerdo con ellas y discutía las “ideologías” de los pacientes (ideas y connotaciones que los seres humanos requieren para orientar mejor sus acciones).

#### Doctora Bender
La doctora Bender, por su parte, trataba a sus grupos de niños y de adolescentes del Hospital Psiquiátrico de Bellevue, a través de clases de ritmo y música, terapia por el arte, rutinas escolares, teatro guiñol, discusiones y conferencias. En estos métodos, el terapeuta es una figura central, de gran autoridad y prestigio, lo que fomenta la dependencia. Al realizar conjuntamente la terapia individual y grupal, transferencias y contratransferencias se complican y el área individual constituye un lugar de reservas y secretos que interfieren con la integración del grupo, y refuerzan el papel central del terapeuta, poseedor de todos los secretos de los pacientes. 

#### Otras terapias.Alcohólicos Anónimos
De esta misma corriente se derivan las terapias con análogos dinamismos que actúan “por el grupo con estructura fraternal”, aunque en vez de que se establezca la relación con un terapeuta-padre idealizado, se estimula la fraternidad homogeneizadora de los miembros, que disminuye la rivalidad y envidia dentro del grupo. Son modalidades de este tipo los diversos grupos de ayuda mutua existentes en la actualidad: “clubes” de diabéticos, desahuciados y cancerosos. El ejemplo mejor conocido es el de Alcohólicos Anónimos (A. A.) organización nacida en 1935.
En los grupos de A. A., cuya membrecía varía de tres a cincuenta o más miembros, se estimula la solidaridad, humildad y colaboración entre los integrantes. El alcohólico no confronta en estos grupos el problema de autoridad y se identifica fácilmente con el compañero que le “pasa el mensaje”; no se le culpabiliza, pero se le invita a asumir la responsabilidad de las propias acciones y a la reparación de ofensas y daños a terceros. Se utiliza la catarsis tanto con fines de liberación de las emociones perturbadoras, como para percatarse de insatisfacciones y resentimientos que impulsan a la bebida.
Para facilitar la integración al grupo se sugiere la participación diaria en las reuniones y la colaboración en sus tareas. Se induce la modificación de los “defectos de carácter” (formas habituales de pensamiento y acción), a través de la práctica de un programa de recuperación, que parte de la admisión del alcoholismo como enfermedad y llega a la actividad misionera de “ayudar a otros alcohólicos a recuperarse del alcoholismo”. Esta labor implica un proceso de extroversión, que facilita dejar de pensar en las dificultades propias, conduce a sentirse aceptado por la sociedad y aumenta la autoestima. Desplazan la dependencia del alcohol y de otras personas, a un Poder Superior, que puede ser el mismo grupo de A. A., Dios o la Naturaleza. A. A. ha dado lugar al surgimiento de numerosos grupos que utilizan sus principios para enfrentar problemáticas variadas: Al-Anon (familiares adultos alcohólicos), Alateen (hijos de alcohólicos), Narcóticos Anónimos, Drogadictos Anónimos, Familias Anónimas (de drogadictos y farmacodependientes), Neuróticos Anónimos, Comedores Compulsivos Anónimos, Adictos a las Relaciones Destructivas, Jugadores Compulsivos Anónimos. Synnanon, terapia para drogadictos, une al programa de A. A. los principios de la comunidad terapéutica.

#### S. R. Slavson
Wender, Schilder y Moreno, entre otros, eran psiquiatras, mientras que S. R. Slavson comenzó como educador y trabajador social, llegando a adquirir una amplia autoformación como psicoterapeuta. A mitad de los años treinta observó que los muchachos en edad de latencia, típicamente inhibidos y afectados, ganaban en espontaneidad gracias a las interacciones dentro de un grupo. Así, puso en marcha una terapia de actividad grupal, que, como su nombre indica, se orienta a la expresión de fantasías y sentimientos mediante acción y juego.
Un clima permisivo dentro del grupo favorece una regresión benigna, a partir de la cual pueden expresarse conflictos precoces en el contexto de un medio aceptador y estable. Los ingredientes terapéuticos básicos surgen de la interacción de los niños entre sí y con el terapeuta. En definitiva, Slavson logra que cualquier actividad quede sustituida por la palabra, obteniendo como resultado un grupo que no solamente tiene libertad proyectiva de acción, sino verdadera libertad de asociación. Con fines terapéuticos se utilizan dentro del grupo diversos materiales, instrumentos, juguetes y alimentos (Slavson 1943). En las dos décadas siguientes hizo extensivo su método al trabajo grupal con adolescentes y adultos. Desarrolló protocolos de abordaje para grupos de discusión psicoanalítica diseñados para diversas clases de pacientes y niveles de edad (Slavson. 1964).

#### Fritz Redl
Fritz Redl (1942), discípulo vienés de August Eichhorn, introdujo, una vez instalado en Estados Unidos, los grupos de diagnósticos de niños. A ellos siguieron muchos años de trabajo abriendo nuevos caminos en el abordaje grupal para el tratamiento de niños y adolescentes con trastornos graves en el medio hospitalario (Redl, Wineman. 1952), Redl (1950) también escribió sobre psicoanálisis grupal y propagó y estimuló la aceptación de la terapia de grupo entre sus colegas psicoanalistas.

#### Alexander Wolf
Impresionado por el trabajo con grupo de Wender (1936) y Schilder (1936), Alexander Wolf desarrolló en la década de 1930 un abordaje freudiano para terapia de grupo con adultos, formados por diez personas, diez mujeres y diez varones, que se someten a lo que, con toda propiedad, se puede llamar un análisis personal en grupo. El destinatario final de todo el proceso era cada uno de los participantes. La base teórica empleada era el mundo conceptual psicoanalítico, y su principal herramienta de trabajo la asociación libre y la interpretación del inconsciente personal. La utilidad de este procedimiento era ante todo de economía de medios. Ya se había advertido, durante la Segunda Guerra Mundial, que las neurosis proliferan y que la atención a tantos pacientes era imposible si sólo se podía recurrir a la entrevista individual periódica como método de atención. 
Cuando Wolf comienza a dar formación en 1948 y en Nueva York a personas que aspiran a practicar ellas mismas la terapia grupal, encuentra discípulos aventajados que pronto van a continuar su obra. Uno de ellos es Schwartz. Con él escribirá al menos dos libros, en los que se habla, sintomáticamente, de "Psicoanálisis en grupos", y no de "Psicoterapia de grupo". Hasta ese punto lo individual era todavía el foco primordial, pero excluyendo cualquier atención a estas manifestaciones a nivel grupal en su tratamiento de pacientes individuales en el grupo. Wolf y Emanuel Schwartz (1962) abogaban además por una controvertida innovación a base de sesiones alternas sin la presencia del terapeuta.

#### Jacob Levy Moreno
Por otra parte, Jacob Levy Moreno (1889-1974) nació en Bucarest y se trasladó a Viena donde estudió medicina. Sus primeros escritos fueron más filosóficos y poéticos que psicológicos. Organizó sesiones grupales para prostitutas en 1913. Acuñó el término “Psicoterapia de grupo” en 1923. En 1925 estableció “El teatro del hombre espontáneo”. Demostró los métodos grupales de acción en 1928 en el Hospital Mount Sinaí de Nueva York y los psicodramáticos en el Carnegie Hall, de 1929 a 1932 y posteriormente en el Hospital Saint Elizabeth de Washington (D. C.) Practicó la sociometría y el psicodrama a partir de 1934. Fundó un hospital psiquiátrico en Beacon, N. Y.; dos institutos de formación y en 1942 la American Society for Group Psychotherapy and Psicodrama. Acuñó los términos: encuentro, comunicación interpersonal, terapia de grupo, psicoterapia de grupo y catarsis grupal, en 1912, 1918, 1931, 1932 y 1937 respectivamente.
Moreno dirigía una escuela de arte dramático conforme a los principios más avanzados del momento (fundamentalmente los de Constantin Stanislavski), donde se improvisaban y dramatizaban, con propósitos educativos: hechos del diario vivir; conflictos; sueños; intentos de solución de problemas, por ejemplo. Se percató del efecto de ciertos papeles dramáticos sobre la vida matrimonial de una de sus actrices, a la cual ayudó a través de dramatizaciones realizadas ex profeso. Así descubrió que la dramatización de los conflictos facilita su superación. El conflicto puesto en escena es siempre grupal (familiar o escolar) y por extensión: empresa, conflictos raciales, con lo que se pasa del psicodrama al sociodrama.
El psicodrama emplea interacciones dramáticas, medidas sociométricas y dinámicas de grupo y facilita los cambios de individuos y grupos apoyándose en la teoría de roles. Esto permite el desarrollo de nuevas percepciones y conductas, así como la reorganización de viejos patrones cognitivos. El sociodrama es una forma de representación psicodramática que tiende a aclarar y resolver problemas del grupo social total (dificultades en el desempeño de roles sociales y laborales) no individuales, por lo que es más pedagógico que psicoterapéutico. La sociometría estudia la cualidad y dirección de las relaciones interpersonales dentro de los grupos; mide objetivamente las distancias emotivas y afectivas, y las afinidades y diferencias entre los integrantes de un grupo. Moreno amplió el concepto aristotélico del efecto catártico del drama sobre las pasiones de los espectadores (catarsis secundaria o del espectador) a los actores-productores (eliminación de emociones retenidas y autolimitadoras) para liberar su creatividad. Lo importante en su método es la ruptura creativa con las inhibiciones del pasado personal (liberar la creatividad genuina), no la comprensión detallada de las conexiones históricas.
El método moreniano posee ciertos elementos de la “terapia por el grupo con estructura fraternal”, ya que el papel de líder formal es restringido. En el psicodrama los pacientes son tanto agentes terapéuticos para los espectadores, como beneficiarios directos del método. De esta línea derivan: el psicodrama psicoanalítico colectivo de Anzieu, cuyo propósito es más didáctico que terapéutico y el psicodrama terapéutico individual de los Lemoine. Los psicodramatistas argentinos Carlos Martínez Bouquet, Eduardo Pavlovsky, Fidel Moccio y Dalmiro Bustos conciben al grupo como una totalidad en interacción dialéctica con el nivel individual e interpretan ambas vertientes (individual y grupal).

#### Moreno frente a Slavson
Desde la perspectiva de hoy en día, resulta difícil comprender la abierta, prolongada e intensa rivalidad entre Jacob L. Moreno y S. R. Slavson, dos brillantes y apasionados exponentes del movimiento de terapia de grupo. El conflicto entre ambos, que también implicó a sus discípulos, comenzó disputándose la primacía. Moreno (1959), pretendía haber sido el primero en acuñar el término «terapia de grupo», científica. A ello, su mujer, Zerka T. Moreno (1966), añadía: «la época de la literatura bajo el título de terapia de grupo comienza con Moreno». En otro lugar, Jacob L. Moreno (1958) afirmó que pretender que Joseph Pratt es el pionero de la terapia de grupo es un mito. Slavson (1979), por su parte, declaraba que sus grupos de actividad de 1934 constituían el comienzo de la terapia de grupo con la introducción del grupo pequeño, que tuvo lugar en 1934. Slavson menospreciaba el valor del psicodrama, afirmando que sólo era útil para pacientes psicóticos y que el psicodrama puede servir como inductor de catarsis, técnica de ensayo y medio de comunicación, pero nunca como una terapia total. Está claro que Moreno tenía razón al quejarse de que no había sido suficientemente considerado por los abordajes Gestalt, existencial y de grupo de encuentro; todos los cuales adoptaron muchas de sus ideas pero, probablemente se equivocaba al acusar a Schilder, Foulkes y Ezriel de haberse apropiado de sus conceptos. Tras la muerte de Moreno en 1974, su esposa y heredera profesional lo describió como «un líder disidente, solitario, narcisista, carismático pero excéntrico, antipático pero atractivo». Fine (1979).
Igualmente, al evaluar el legado de Slavson, Anthony (1971), lo describió como «un autodesignado perro guardián con el que se puede contar para ladrar a los extraños y morder a los salvajes que rondan los márgenes de la terapia de grupo. Con un poderoso ímpetu para el desarrollo de la terapia de grupo, al mismo tiempo plantea limitaciones para el ulterior crecimiento de la terapia de grupo como forma de tratamiento por propio derecho. Como teórico es más categórico que creativo, y se da una firmeza en su postura que difícilmente encontramos en el arte. Resulta lamentable que aun siendo figura de talla internacional cuyas obras se han publicado en muchas lenguas, con seguidores en todo el mundo, todavía tiene poco crédito y reconocimiento» (Fine 1979). Lo mismo puede decirse de Slavson, con la salvedad de que la American Group Psychotherapy Association, que él fundó, ha logrado sobrevivir como la mayor y más respetada organización profesional de terapeutas de grupo. Tras la muerte de Slavson la asociación adoptó un carácter más plural, lo que atrajo en su seno a terapeutas de grupo de todas las orientaciones ideológicas, incluyendo psicodramatistas.
Por otro lado, dicha asociación fue elemento impulsor para la constitución en 1974 de la democrática Internacional Association of Group Psychotherapy (Scheidlinger. Schamess. 1992).
Sólo cabe especular sobre lo que el movimiento de terapia de grupo sería hoy día en todo el mundo si Moreno y Slavson, trabajadores infatigables ambos, hubiesen unido sus esfuerzos en vida, en lugar de disputar y promover organizaciones, conferencias y publicaciones competidoras.

#### Kurt Lewin
El psicólogo Kurt Lewin (1890-1947) desarrolló en los años treinta, en Alemania, los conceptos de la “teoría del campo” y la “dinámica de grupo”; contribuciones sustantivas de la moderna Psicología Social, que se derivan de su interés en la física y química. Emigrado a Estados Unidos en 1933, formó el Centro de Investigación de Dinámica de Grupo, que se integró en 1948 al Instituto de Investigación Social de la Universidad de Ann Arbor, Míchigan, y entronizó los laboratorios nacionales de entrenamiento (grupos T, seminarios o talleres de formación) en Bethel, Maine.
Lewin afirmó que los grupos tienen propiedades distintivas, diferentes de las de subgrupos y miembros individuales y que, tratar a los grupos como unidades no elimina el dilema entre los aspectos subjetivos y objetivos del campo social. Concibió los procesos grupales como campos estructurados, constituidos por elementos interrelacionados. Los aspectos grupales (liderazgo, redes de comunicación, características del grupo, cohesión, interdependencia, competencia y cooperación) influyen sobre el individuo. Una de las causas de resistencia al cambio subyace a la relación entre el individuo y el valor de las normas de grupo. No puede predecirse la conducta grupal sin tomar en cuenta las metas, normas y valores grupales y la forma en que el grupo ve su propia situación y la de otros grupos. El grupo es un sistema dentro de una jerarquía de sistemas.
La dinámica de grupo es una amalgama de tres disciplinas: psicología individual, psicología social y sociología. Combina el skill group en el que los participantes aprenden técnicas de manejo y participación en grupo, con el training group, dentro del cual se invita a los participantes a resocializarse en función de lo que sucede entre ellos; a abrirse al otro, ser más aceptantes y receptivos a las interacciones dentro del grupo.
Lewin introdujo la investigación-acción como método de trabajo para lograr el cambio en situaciones sociales concretas. Estudió las formas en que interactúan el grupo, el líder y los miembros individuales y la relación entre esta interacción y la tarea, desarrollo y estructura del grupo. Psicología a la vez dinámica y gestaltista, articula el medio social con los fenómenos de formación, integración y desintegración de los grupos.
El concepto nuclear de la “teoría del campo” del funcionamiento del pequeño grupo (lo que sucede dentro del campo depende de la distribución de fuerzas a través de él), es precursor de la teoría general de los sistemas y del estudio del estilo de liderazgo sobre el comportamiento grupal. Los laboratorios de entrenamiento intentan demostrar la forma en que se modifican los procesos grupales primitivos, mediante el desarrollo de confianza, espontaneidad e incremento en la cercanía y sensibilidad entre los miembros del grupo.
Un año antes de su muerte, Lewin realizó un taller sobre problemas de integración interracial en el Colegio de Educadores del Estado de New Britain, Connecticut, en el que los miembros solicitaron participar en las reuniones de los equipos de entrenamiento e investigación. Así se descubrió un medio y un proceso reeducativo poderoso, consistente en que: el enfrentamiento objetivo y la reflexión de los miembros de un grupo, sobre las características y efectos de su propia conducta, produce un aprendizaje significativo sobre sí mismos, las respuestas de los demás y la evolución del grupo en general.
¿Qué se suponía en estos momentos que era lo curativo de la situación grupal? Sin duda, como se ha dicho antes, la interpretación que se hacía al paciente de las resistencias que se iban reflejando en sus actitudes hacia el terapeuta y hacia los demás miembros del grupo, y de las huellas que el pasado infantil de relación con sus padres había dejado en su mundo de vivencias y de conducta. Podemos decir que solamente se introduce un elemento nuevo y exclusivo de la situación grupal en el conjunto de la teoría psicoanalítica tradicional. Es el concepto de transferencia múltiple, derivado de la presencia obvia de otras personas que no son el terapeuta mismo. Cada persona transfiere impulsos, sentimientos y fantasías a cada una de los otros miembros del grupo.

### Influjo de la dinámica de grupo
Tras la muerte de Lewin, en 1947, la terapia de grupo cobró un llamativo impulso y una creciente popularidad. Debido a la abundancia de casos psiquiátricos, los pocos psiquiatras militares existentes se vieron obligados a utilizar métodos de grupo por pura necesidad. De esta forma, los hospitales militares americanos y británicos se convirtieron en semillero de expertos en terapia de grupo. Es la etapa del auge de la terapia grupal. 
Llega el influjo de la “dinámica del grupo”. Va a comenzar la batalla de los grupalistas frente a los individualistas. De los partidarios del análisis individual en grupo, frente a los partidarios de la terapia de grupo. Nombres tan bien conocidos como S.h.Foulkes, wilfred r. Bion o Ezriel, todos ellos ingleses, reniegan en cierto modo de sus orígenes psicoanalíticos. Reivindican para el grupo un mayor protagonismo. Porque es el grupo como totalidad el que cura, no la mera relación transferencial con varias personas individuales a la vez. Por primera vez la Psicología Clínica va a tomar en consideración a aquella rama de la psicología que ha tratado al grupo como una realidad sui generis y una posible unidad de análisis: la psicología social. 

#### Wilfred R. Bion
Wilfred R. Bion, analizado de Melanie Klein, contribuyó al desarrollo del análisis grupal aplicando principios psicoanalíticos a grupos de soldados hospitalizados por neurosis de guerra, con la finalidad de reintegrarlos a sus labores militares. La tarea psíquica consistía en producir hombres que se respetaran a sí mismos, socialmente adaptados a la comunidad y que, en consecuencia, aceptaran sus responsabilidades, tanto en tiempo de paz como de guerra. El experimento duró seis meses. En realidad la meta no era primariamente terapéutica, sino acortar la hospitalización. Sin embargo, el Northfield Army Neurosis Centre se concibió como una comunidad, en la que todos los aspectos de la vida del paciente en el hospital tenían una función para la recuperación: terapia de grupo, psicodrama, grupos de actividades, de discusión y de salas, entre otras.
Bion se limitaba a interpretar los fenómenos emergentes como un acontecer global del grupo (o de partes del mismo), en función del todo. Familiarizado con la teoría del campo de Lewin, consideró al grupo, desde un punto de vista dinámico, como una entidad diferente de los miembros que lo componen. A partir de sus observaciones hipotetizó que todos los grupos tienen dos tipos de actividades: una racional, consciente, que tiende a la cooperación (grupo de trabajo); y otra compartida por los miembros del grupo, cuyo origen es inconsciente, que se opone a la primera y actúa según un supuesto básico.
El líder de cada supuesto básico no es necesariamente el terapeuta, sino el miembro más adecuado para cumplir las funciones que el grupo requiere en un momento dado. La idea central de Bion de un proceso inconsciente colectivo, al cual contribuye cada individuo y que une a los miembros, ha tenido un impacto ininterrumpido en el campo de la terapia grupal.
Con la mira de ingresar al Servicio Nacional de Salud de Inglaterra, la Clínica Tavistock acogió a un grupo de psiquiatras psicoanalíticamente formados, entre ellos: Joshua Bierer, (introductor de uno de los primeros programas de hospital de día); Sigmund Henry Ezriel, que desarrolló la teoría del conflicto focal; Henry Foulkes, quien sentó las bases del grupoanálisis y Tom Main que acuñó el término comunidad terapéutica. Bion (1948) y Ezriel, H. (1950 y 1952) afirmaban que la tarea esencial del terapeuta de grupo consiste en confrontar al grupo como un todo, con los temas de sus fantasías inconscientes compartidas en el aquí y ahora; y por esta razón confirieron máxima importancia a la interpretación de la transferencia central.

#### Tavistock
Bajo la dirección de J. D. Sutherland, Tavistock devino el punto focal del trabajo psicoanalítico en Gran Bretaña. Posteriormente, el Centro de Investigación Social Aplicada del Instituto Tavistock de Relaciones Humanas, dirigido por A. Kenneth Rice, ofreció conferencias sobre
dinámica de grupo. Rice recomendaba intervenir en forma específica según las necesidades particulares de cada paciente. En las experiencias vivenciales de grupos pequeños, medianos o intergrupos, se enfatizaba especialmente la importancia de la estructura social y también las relaciones con la autoridad.
En el método Tavistock de terapia grupal, el terapeuta presta atención a la dinámica del grupo como un todo. Las investigaciones respecto a este método de tratamiento demostraron su bajo nivel terapéutico, debido a que la interpretación exclusiva al grupo como un todo, hiere el narcisismo de los pacientes, dejándoles un sentimiento de minusvalía y deshumanización. Además, los clínicos de esta corriente tienen dificultad para definir operacionalmente los conceptos de su encuadre psicoterapéutico. 
La organización Tavistock incluía un grupo industrial de altos directivos de empresa, interesados en el conocimiento de la dinámica de grupo y su aplicación al campo laboral. Bion, Harold Bridger, Fred Emery, Foulkes, Erci J. Miller, A. Kenneth Rice, Eric Trist y Pierre Turquet, fundaron el Instituto Tavistock de Relaciones Humanas, que integró las ideas de Bion del grupo como un todo, con la teoría de campo de Lewin.
Reemplazaron el modelo burocrático y autoritario del hospital psiquiátrico por otro, en el que todas las relaciones y actividades del equipo hospitalario y los pacientes estaban al servicio de la tarea terapéutica (precursor de la comunidad terapéutica). Descubrieron que los lugares de trabajo son más productivos cuando se toman en consideración las interconexiones entre los aspectos económicos, técnicos y sociales del trabajo. Lo anterior provocó un cambio de foco del trabajador individual al grupo de trabajo y los llevó a intentar la aplicación de un enfoque sociopsicológico a la transformación de industrias, organizaciones y pequeñas sociedades.

#### S. H. Foulkes
Siegmund Heinrich Fuchs, o Foulkes (1898-1976) psicoanalista alemán, llegó al Reino Unido en 1933. Trabajó con Kurt Goldstein, neurólogo exponente de la escuela gestáltica de psicología dinámica, que entendía la red neuronal como un sistema de comunicación. El Instituto de Psicoanálisis estaba ubicado en el mismo edificio que la Escuela de Sociología de Frankfurt. Foulkes se relacionó con Norbert Elias, Max Horkheimer y Theodor Adorno, acercándose al pensamiento de la Escuela, que intentaba integrar las ideas de Marx sobre la importancia de la sociedad con el enfoque freudiano del individuo. De ahí que Foulkes conceptualice al grupo como un “todo social”, mayor que la suma de sus partes. El modelo foulkiano se basa en el paradigma biológico-organísmico; es un sistema abierto, holístico, gestáltico, que se define en términos de la información significativa que recibe de las fuerzas psicológicas sociales.
Foulkes ejercía como psicoanalista individual en Exeter, Inglaterra, entre 1938 y 1939. Al ver a sus pacientes en la sala de espera comenzó a preguntarse: “¿qué se dirían unos a otros si estuvieran juntos?” Este fue el inicio del cambio de la terapia del paciente aislado a la atención a las relaciones interpersonales y el tratamiento grupal. Inició la nueva práctica (group-analysis) en 1940. Visualizó la totalidad de las comunicaciones grupales como el equivalente de la “libre asociación” del paciente individual. En contraste con Slavson y Wolf y Schwartz, quienes compartían la creencia en la primacía del enfoque individual en la terapia de grupo, Foulkes prohijaba una posición centrada en el grupo, reflejada en su aserto de: “cuida al grupo y el individuo cuidará de sí mismo”.
Junto con Anthony consideró que la “transferencia” se desarrolla con menor intensidad en el grupo que en el análisis individual; motivo por el cual este último es el procedimiento de elección para el tratamiento de las “neurosis de transferencia”. Los autores señalaron además, que en el análisis individual, la “transferencia” tiene un carácter regresivo, “vertical”, porque se refiere al pasado; mientras en el grupo es “horizontal”, pues se desarrolla en el plano actual y multipersonal. Su énfasis tanto en el individuo como en el grupo, le da al grupoanálisis un lugar intermedio entre los conceptos del grupo como un todo y el psicoanálisis del individuo en el grupo. Al llamar al método grupoanálisis y no psicoanálisis de grupo, se apoyan en A. Freud, quien confina el psicoanálisis a la situación individual. Foulkes formó la Sociedad analítica de grupo de Londres en 1952.
Los trabajos de Bion y Foulkes en Northfield, vivero del análisis de grupo británico, originaron dos modelos diferentes. La definición del papel del enfoque Tavistock, en el que la tarea es interpretar la cultura del supuesto básico (Bion) o la tensión grupal común (Ezriel). El grupoanálisis es terapia en el grupo, del grupo y realizada por el grupo. En cambio, el marco Tavistock es terapia del grupo realizada por el conductor, consciente del marco del grupo como un todo, pero libre de efectuar comentarios acerca de cada uno de los miembros e interactuar con ellos.

#### Otros líderes británicos
Otros líderes británicos que cabe citar son E. James Anthon, Joshua Bierer y John Rickman, que junto a los anteriores, escribieron sus primeros artículos sobre el trabajo grupal en el Hospital Militar Norhfield. Willian C. Menninger (1946), el principal psiquiatra militar de América, considera que el empleo de terapia de grupo durante la Segunda Guerra Mundial fue una de las más importantes contribuciones a la psiquiatría civil. En ese sentido, las dos principales asociaciones de terapeutas de grupo, la American Group Psychotherapy Association, fundada por S. R. Slavson, y la American Society of Group Psychootherapy and Psychodrama, creada por J. L Moreno, vieron la luz durante la Segunda Guerra Mundial y experimentaron su primer estirón en la siguiente década. Entre los líderes americanos cabe citar a Samuel Hadden, Alexander Wolf, Irving Berger, Donald Shaskan y Eric Berne. En cuanto a los británicos.

#### Giles Thomas
En 1943 Giles Thomas, bajo los auspicios de la Josiah Macy Jr. Foundation, publicó un artículo sobre terapia de grupo, de interés histórico pero relativamente ingenuo, aparentemente ignorante de que la terapia de grupo contemporánea ya se había puesto en marcha en los hospitales militares tanto americanos como británicos. Thomas esperaba que sus hallazgos impulsaran la aplicación de métodos de grupo en las emergencias de guerra. Clasificó las terapias de grupo en dos principales (1) represivo-sugestiva y (2) analítica. Su categoría represivo-sugestiva incluía el método de clase de Pratt (1922) y Alcohólicos Anónimos. La categoría analítica abarcaba el trabajo de Schilder (1936) y Wender (1936). Thomas estaba perplejo porque sus colegas psiquiatras habían hecho tan poco con los métodos de grupo, y se preguntaba si ello se debería al miedo a la exposición personal y a que se desataran fuerzas grupales de difícil control.

#### Alfred Adler
Alfred Adler sostenía que el psicoanálisis no toma suficientemente en cuenta las presiones sociales y políticas a las que está sujeto el individuo y vio en la atmósfera igualitaria de la terapia de grupo el ambiente natural para la psicoterapia. Fundó clínicas de terapia familiar y grupal a partir de 1921. Rudolph Dreikurs (1897-1972) trabajó en Viena con Adler durante los años veinte. Abordaron niños y grupos de padres, con un método que denominaron “Terapia colectiva”. El foco del tratamiento era el contexto social de la conducta. Dreikurs también se abocó a la terapia de los trastornos sociales subsecuentes a la Primera Guerra Mundial. Se estableció en Chicago, colaboró con Carl Rogers y fue uno de los primeros en llevar la psicoterapia de grupo a la práctica privada a partir de 1929. Julios Metzel comenzó a trabajar en 1927 con grupos de alcohólicos.

### Años 50
Una década más tarde se publicó un trabajo algo más complejo de Florence B. Powdermaker y Jerome D. Frank (1953) en que, con una línea psicoanalítica ecléctica, los autores estudiaban el proceso en la terapia de grupo tomando los aspectos que consideraban más deseables de cada uno de los diversos modelos de terapia grupal contemporánea. Citando a dichos autores, nuestro abordaje de la terapia de grupo con pacientes neuróticos tiene puntos en común con el de Foulkes, Ackeman, Slavson y Wolf, a la vez que nos consideramos influidos por los conceptos analíticos de Schilder y el énfasis de Trigant Burrow sobre el estudio de la interacción grupal. A lo largo de los años cincuenta el campo de la salud mental, incluida la terapia de grupo, se erizó de dificultades debido a las imprevisibles disputas y luchas hegemónicas entre diversas escuelas de pensamiento. A pesar de las tempranas peleas ideológicas entre los psicoanalistas partidarios de Freud, Adler y los neofreudianos, adscritos a las ideas de Karen Horney y Harry Snack Sullivan, surgió una gran cantidad de nuevas terapias competidoras, entre ellas el análisis transaccional, la terapia centrada en la persona, la Gestalt (Perls, 1969) que nacieron en contextos grupales. El resto de abordajes, inicialmente individuales, pronto comenzó a extender sus conceptualizaciones sobre terapia individual al ámbito del grupo (Corsini, 1973). La literatura sobre terapia de grupo de los años 50 demostró la aplicabilidad del tratamiento grupal en una amplia gama de settings, incluyendo hospitales generales y psiquiátricos, ambulatorios, programas de rehabilitación e instituciones correccionales. La población de pacientes abordables ocupaba un amplio espectro. desde niños y adolescentes hasta adultos con trastornos psiquiátricos diversos (incluyendo problemas psicosomáticos, homosexuales y retrasados mentales).
Era verdad que el mismo concepto de "grupo como totalidad", con vida propia y propia dinámica, no era fácil de aceptar para muchas personas. Para unos simplemente porque, muy comprensiblemente, encuentran más obvio que se le reconozca autonomía e individualidad a una entidad con base tan física como es la del ser humano. Para otros, porque ya el hablar de "grupo como totalidad" como algo que supera al individuo, y en el que éste se ve inmerso, tiene connotaciones terriblemente amenazantes, totalitarias, por no decir fascistas.
Pero una vez lograda tal aceptación, una corriente de contribuciones teóricas intentó ligar la terapia de grupo con el campo psicoanalítico. Dada la posición dominante del mismo entre los psicoterapeutas. Al hilo de tales producciones teóricas surgieron publicaciones que abordaban aspectos básicos del cómo y cuándo de la terapia de grupo, sentando criterios diferenciales respecto de aplicabilidad, grupos homogéneos versus heterogéneos, tratamiento combinado y conjunto y manejo de separación de pacientes.

### Años 60
Al terminar la Segunda Guerra Mundial, la Cruz Roja de los Estados Unidos instituyó terapia grupal para los veteranos. En el inicio de los años sesenta, durante el gobierno de John Fitzgerald Kennedy, surgió un nuevo modelo del Centro Comunitario de Salud Mental. Los numerosos centros que surgieron a todo lo largo y ancho del país cubriendo las demandas de salud mental de los ciudadanos, tuvieron que contar en gran medida con la terapia de grupo y las técnicas ligadas a la misma. Creció la demanda de terapeutas formados y con experiencia en pacientes ambulatorios, internos y con objetivos preventivos. De hecho, ante la carencia de un número suficiente de terapeutas de grupo adecuadamente formados, los gestores sanitarios comenzaron a recurrir a soluciones imprudentes, entre ellas encomendar tareas de trabajo con grupo a personal sin entrenamiento.
Esta rápida evolución es una esfera ya de por sí dominada por conflictos de rol profesional y por una terminología confusa, sirvió para realimentar temas espinosos como límites, diversidad de técnicas y diferentes objetivos del tratamiento. Algunos terapeutas comenzaron a sugerir que los tradicionales objetivos del tratamiento de hacer conscientes los conflictos inconscientes del paciente y de reorganizar el carácter, se sustituyeran por expectativas más limitadas, orientadas hacia el funcionamiento yoico, las capacidades sociales y la supresión de síntomas. La literatura profesional de la época refleja esa notable agitación, en paralelo a los continuados esfuerzos para establecer sólidas teorías psicodinámicas de la terapia de grupo.
Además del tratado sobre la Terapia Analítica de Grupo de Slavson (1946), aparecieron notables trabajos de Wolf y Schwartz (1962) y de Dorothy Whitaker y Morton Lieberman (1964). En Inglaterra, a la importante contribución de Foulkes (1964) siguió el influyente libro de Bion (1959): Experiencias con grupos y otros escritos. Las contribuciones de Slavson (1964) y de Wolf y Schwartz (1962) comparten la creencia fundamental de la primacía del abordaje centrado en cada miembro individual del grupo. Foulkes, por el contrario, apoya a una perspectiva centrada en el grupo, reflejada en la siguiente cita: “Cuida al grupo y cada individuo se cuidará a sí mismo”. Detrás de este asunto había preguntas complicadas, tales como: ¿Hay dinámicas grupales en los grupos terapéuticos? ¿Resultan antiterapéuticas las manifestaciones de dinámica grupal?. Las posturas extremas de psicoterapeutas de la escuela británica de relaciones objetales, como Henry Ezriel (1950) y Bion (1959), que creían que el objetivo del terapeuta grupal reside esencialmente en confrontar al grupo como totalidad con sus fantasías inconscientes compartidas, despertó mucha controversia entre los terapeutas de grupo norteamericanos. Dada la relativa novedad de la terapia de grupo y la complejidad del objetivo de construir una teoría, algunos autores –entre ellos James Arsenian. Elvin Semrad y David Saphiro (1962), Helen Durkin (1964) y Saul Scheidlinger (1968)- consideraron prematura cualquier generalización amplia o dicotómica; aunque aceptaban la existencia de algunos elementos generales característicos de toda terapia, invocaban un continuo y cuidadoso examen de la forma en que tales factores cardinales aparecen en la terapia de grupo. Con su carácter multipersonal y sus procesos de dinámica grupal.

#### Encounter group movement
El denominado Encounter group movement de los años 60, que atrajo mucho la atención de la opinión pública e incluso dio pie a un best-seller (Schhutz, 1967), supuso un reto a la par que una dificultad para el campo del trabajo profesional con grupos, ya que mucha gente empezó a equiparar estas controversias, a veces incluso nocivas, con la terapia de grupo en sí misma (Yalom y Lieberman. 1971). Pronto otras sociedades profesionales instalaron a la Asociación Americana de Terapia de Grupo para que subrayara la diferencia entre las iniciativas de educación emocional diseñadas para el público en general, y la terapia de grupo, con su finalidad de tratar la enfermedad. Por otro lado también se exigió a los promotores de grupos de encuentro que aplicaran una serie de medidas de seguridad en sus actividades, incluyendo el screening (selección) de participantes, la aplicación del consentimiento informado y, sobre todo, el oportuno entrenamiento de los conductores de grupo.

#### Aronson
Aronson (1964) delineó la terapia combinada y surgieron enfoques grupales dirigidos a los pacientes “difíciles de alcanzar”: drogadictos, delincuentes, enfermos crónicos y población de ghettos urbanos, en hospitales generales y psiquiátricos, clínicas para pacientes externos, programas de rehabilitación e instituciones correccionales.

#### Maxwell Jones
Maxwell Jones desarrolló las comunidades terapéuticas en los sesenta, lo que influyó en la presencia de programas intensivos basados en los grupos, en los que utilizó principios del psicodrama, componentes cognitivos, afectivos y de acción. Simultáneamente con el trabajo de Jones, Ewen Camero en Canadá y Joshua Bierer en Londres sentaron las bases del programa del hospital de día.

#### Francia
Las ideas de Kurt Lewin adquirieron fuerte influencia en Francia al término de la Segunda Guerra Mundial; época en la que la demanda de atención psicoterapéutica facilitó la admisión de los enfoques grupales en los medios “psi”. Bajo los auspicios de la Agencia Europea de Productividad (AEP), a partir de 1951 se establecieron contactos entre los franceses y Bethel. El primer seminario de formación dirigido por franceses se llevó a cabo en 1955. Los laboratorios congregaron a los pioneros galos de la psicología de los grupos, discípulos de Lewin, Bales, Bion, Moreno y Rogers.
Hasta la década de los sesenta, predominan en Francia dos corrientes: una que intenta abarcar al grupo como totalidad, aplicando conceptos psicoanalíticos a las técnicas de Lewin, de Moreno y Rogers y la psicoanalítica, en especial el psicodrama psicoanalítico, que usa al grupo sólo como agente movilizador.
La primera corriente se desenvuelve principalmente en la Société d’Etudes du Psychodrame Théorique et Practique; el Groupe Francais de Sociometrie, de Psychodrame et de Dynamique de Groupe y el Círculo de Estudios Franceses para la formación y la Investigación Activa en Psicología Dinámica de la Personalidad y Grupos Humanos (CEFFRAP). La aplicación del psicoanálisis al grupo deriva de varias líneas teóricas. En un grupo quedan S. Levobici, S. Diatkine, S. Decobert, E. y J. Kerstenberg. En otro: G. Testemale, M. Monod y D.Anzieu, y en un tercer grupo, P. Lemoine, S. Blajan-Marcus y H. Michel Lauriat. A pesar de la cercanía geográfica, los trabajos de Bion y Foulkes no tuvieron mayor importancia en este momento y Lacan mostró un franco rechazo hacia la cuestión grupal.
CEFFRAP, fundada en 1962 por Didier Anzieu, estuvo constituida hasta 1985 por 18 profesionales, pertenecientes a diferentes sociedades psicoanalíticas, o sin afiliación societaria, que intentaron mantener la estructura de un pequeño grupo, preocupado por dotar de un sólido cuerpo teórico a sus prácticas clínicas. Su finalidad es el estudio de la psicodinámica de los pequeños grupos desde una perspectiva psicoanalítica. CEFFRAP organiza anualmente diversos tipos de “formación” en el sentido de lapso de aprendizaje que genera una evolución y tiende a la socialización. Intenta ubicar a los participantes en la situación propicia para experimentar los efectos del inconsciente. Estas prácticas grupales no constituyen una psicoterapia, ni por el objetivo que persiguen los analistas, ni por la demanda de los participantes. No se menciona la historia individual de los miembros del grupo pero, de todos modos, se producen efectos psicoterapéuticos dado el tipo especial de relación que se instituye y la experiencia que se realiza.
En 1963, J. B. Pontalis, quien fuera discípulo de Lacan, publicó El pequeño grupo como objeto, punto de inflexión en el enfoque psicoanalítico del grupo. Al año siguiente, Didier Anzieu, psicoanalista y sociólogo, pronuncia una conferencia en CEFFRAP y otra en la Facultad de Letras y Ciencias Humanas de Aix-en-Provence, en las que sostiene que las técnicas lewinianas conducen a la idealización del coordinador grupal y a la manipulación de la transferencia, en vez de a su comprensión e interpretación. De estas condiciones emerge, en el seno de las organizaciones sociales, una “ideología” del “buen grupo”, o una “espontaneidad” contestataria. A partir de este momento comienza el abandono paulatino de las técnicas psicosociales y morenianas, que generan críticas virulentas y ceden el paso a un dispositivo netamente psicoanalítico.

### Años 80
Tras décadas de predominio el movimiento psicoanalítico en el campo de la terapia grupal, en 1982 se comprendió en Norteamérica que los grupos psicoterapéuticos, con su foco primario en la “reparación” de la patología personal, difieren de las modalidades grupales “terapéuticas” de la salud mental, así como de los diversos grupos de crecimiento personal, entrenamiento y autoayuda. Se concluyó, además, que los trabajadores experimentados de campos teóricos divergentes y técnicas diversas, obtienen resultados terapéuticos similares Los terapeutas de grupo norteamericanos de orientación psicoanalítica en la actualidad no sólo se apoyan en la teoría de las pulsiones y en la psicología del yo, sino en la teoría de las relaciones objetales y la psicología del self.

#### La corriente existencial-experiencial
Probablemente no hay en estos momentos una orientación más difundida entre los que trabajan con grupos como la que mencionamos a continuación. Le hemos dado este nombre porque podemos considerar que tiene su origen en la psiquiatría y psicopatología existencial que iniciaron en Alemania Ludwig Binswanger y Medard Boss. Si bien es verdad que al ser retomada en Estados Unidos por autores como Rollo May o Carl Rogers bien podría llamarse corriente humanista.
No se puede negar a esta corriente un origen psicoanalítico. Pero hace una aportación claramente nueva. Al considerar que el paciente tiene un mundo de experiencias absolutamente irreductible, al que solamente él tiene verdadero y auténtico acceso, modifica radicalmente el carácter de la relación paciente/terapeuta. Cualquier intervención que convierta al terapeuta en un técnico sabedor de las últimas claves de lo que al paciente le pasa, parte de una falsedad de fondo. Nadie, si no es el paciente mismo, es ese experto sabedor de lo que realmente él mismo está experimentando.
Pero esto introduce en la relación terapeuta paciente un fuerte clima igualitario. Clima que no solamente autoriza al terapeuta a mostrarse más abierto, y a relacionarse de una manera más intensamente emocional, sino que convierte a la misma relación Yo - Tú que entre ellos debe darse, en el encuentro sanador por excelencia.
La palabra encuentro es clave para expresar y comprender el elemento sanador del grupo. Rogers la empleó matizada con el adjetivo intenso. El objetivo no es ya analizar los mecanismos inconscientes en una situación de transferencia múltiple, ni conducir los procesos grupales. El objetivo es procurar a los participantes en el grupo intensas experiencias de encuentro consigo mismos y con los demás.
Una experiencia de este tipo no cree que el éxito terapéutico tenga lugar cuando se aprendan determinadas habilidades sociales que le serán útiles en la vida, ni cuando cada persona obtenga insights lúcidos que desvelen sus conflictos inconscientes. El éxito se dará cuando cada uno de los miembros, en el ámbito resonador y facilitador del grupo, obtenga experiencias intensas de hondo valor catártico. No importa tanto la transferencia de lo así obtenido a la realidad exterior al grupo. La experiencia de encuentro tiene ya valor en sí misma, y hace a la persona más auténtica (le ayuda a "ser más").

## Terapia de grupo y psicoanálisis
La rápida aceptación como abordaje clínico válido que la terapia de grupo ha disfrutado entre la comunidad de profesionales de la salud mental desde sus comienzos en los años 50, ha sido más lenta en lo que respecta al campo del psicoanálisis. Saul Tuttman (1980) se refería a una evidente resistencia, cuando no desconfianza e incomodidad y a veces incluso shock y desprecio, además de miedo, cuando los psicoanalistas se toparon con la noción de terapia de grupo. Michael Balint (1968), el famoso psicoanalista británico y fundador de los denominados grupos Balint para médicos, amonestó al movimiento psicoanalítico por haber ignorado la terapia de grupo en detrimento de los interesados, sobre todo, nuestra propia ciencia. Ahora son otros los que están recogiendo una rica cosecha en este importante campo y nosotros perdemos una oportunidad, quizás irrecuperable, de obtener observaciones clínicas de primera mano acerca de las dinámicas colectivas. Y sin embargo, hay signos de acercamiento. En este sentido, cabe contrastar dos intervenciones separadas hechas hace más de veinte años por dos experimentados psicoanalistas. Lawrence Kubie cuestionaba en 1958 si la terapia de grupo, por sí sola, podía engendrar insights tan profundos y producir cambios tan a largo plazo como los que a veces se logran dentro del espectro de terapia psicoanalítica individual. Entre los que respondieron a ese artículo estaba Foulkes (1958), que en el mismo número de la revista no sólo mostraba su desacuerdo con Kubie sino también le acusaba de tener prejuicio respecto a la terapia de grupo.
Algo más de dos décadas después, Leopold Bellak (1980) considera la terapia de grupo como una valiosa modalidad que amplía la dimensión de la empresa terapéutica. Incluso fue más allá, afirmado que el entrenamiento psicoanalítico podría mejorar si el candidato hiciese terapia de grupo además del tradicional análisis didáctico. Seguirá habiendo un malentendido mientras algunos psicoanalistas no se den cuenta de que la terapia de grupo guarda relación indirecta con los escritos psicoanalíticos sobre el liderazgo, iniciados por Freud con Psicología de las masas y análisis del yo (1921). De hecho, cualquier teorización sobre la terapia de grupo supone la integración de dos sistemas conceptuales dispares, pero relacionados, complejo cada uno de ellos por sí mismo: (1) el sistema de la psicología grupal, que plantea la pregunta ¿Qué mueve a los grupos?, lo que incluye el tema del liderazgo y es aplicable a todos los grupos, y (2) el sistema de terapia grupal, que es una modalidad de intervención clínica con técnica específica encaminadas a inducir cambios de conducta en los pacientes (Schidlinger, 1982).
En el futuro hay razones para esperar una aproximación cada vez mayor. En ese sentido las contribuciones de la escuela británica de relaciones objetales, donde cabe citar a Bion (1959) y Ezriel (1950), han logrado atraer la atención de un número cada vez mayor de psicoanalistas en todo el mundo. También han escrito sobre el tema de la psicología de grupo dos innovadores en la esfera del tratamiento psicoanalítico de pacientes con alteraciones del desarrollo: Otro Kemberg (1980) y Heinz Kohut (1976). Por otro lado, la intervención de temas sobre identidad individual en sus aspectos autónomo y de afiliación realizada por Gerald Steckler y Samuel Kaplan (1980) y la ampliación del concepto de introyectos por E. James Anthony (1980) hasta incluir grupos como la familia representa prometedoras incursiones en el campo de la conducta social y, con ello, en el mundo de la psicología grupal. La temprana afirmación de Freud (1921) de que “desde el principio la psicología individual es, al mismo tiempo, también psicología social quizá esté en camino de validarse.

## Funcionamiento del grupo
¿Por qué decimos que un grupo es un factor de curación? ¿Por qué sana un grupo? Sabemos ya que al hablar de grupo, si no queremos contradecirnos, y hallar a la postre que estamos manejando una realidad regresiva y destructiva, debemos referirnos a un grupo estructurado, a cuyo frente hay un líder, moderador, facilitador o terapeuta, cuya presencia es fundamental, y que camina hacia unos objetivos de cambio que conoce y favorece. Es verdad que el estilo de este líder puede ser muy variado, y exigimos que sus intervenciones vengan dictadas por una concepción coherente de lo que quiere decir ser persona humana, y de lo que quiere decir establecer relación interpersonal. Vamos a recorrer sencillamente algunos aspectos concretos para poder explicar el funcionamiento del grupo.

### Relación grupo-grupo familiar
El grupo hace presente de forma viva y actual al grupo familiar primario en el que tantas de nuestras maneras de sentir, pensar y actuar cobraron forma.
Los manuales de terapia grupal hablan sin excepción de la transferencia múltiple. Es difícil ponderar exageradamente lo intenso de los sentimientos que se desarrollan en nosotros cuando entramos a formar parte de un grupo. Se puede decir que en tal situación reviven sutilmente muchas de las emociones que tenían lugar en nuestro interior en los primeros años de nuestra vida. Y con esas emociones, han perdurado muchos de los procesos que originan nuestro malestar, y que surgen potentes en la situación de grupo.
Algunas aportaciones de Melanie Klein:
1. La transferencia (múltiple en este caso), hace que toda relación contenga rasgos infantiles, como gran dependencia, necesidad de ser guiado, desconfianza irracional.
2. Ansiedad de persecución es uno de los rasgos infantiles: cualquier malestar se ve como procedente de fuerzas hostiles exteriores (también el bienestar viene de “fuerzas buenas”). Los impulsos destructivos propios despiertan ansiedad de persecución.
3. Introyección y Proyección: en la edad adulta el juicio acerca del mundo exterior, nunca quedará libre del influjo del mundo interior. Introducir claridad en este mundo es tarea primordial del Grupo de terapia.
4. Objetos internos: Siempre se dan “fantasías inconscientes”, que son las representaciones del instinto, y que acaban por conformar un mundo interior muy influyente en la vida mental de la persona (la madre que ama, cuida, alimenta, es el primer objeto interno; siempre que la ansiedad de persecución no sea demasiado grande). 
5. La Proyección permite la Empatía: a no ser que sea muy hostil, y entonces la estorba. Una dosis de envidia acompaña siempre al hecho de recibir: el otro tiene algo que dar, pero puede guardárselo para sí: los silencios contienen envidias en este sentido.
Grupo y Madre no son relaciones ajenas desde el punto de vista emocional. En ambas situaciones (Grupo - Madre) está presente la lucha entre dos polos: el polo de buscar compañía, fundirse con un Otro que da calor y ayuda, evitar la soledad, y el polo de quedarse aislado, separado y desprotegido. En las dos situaciones se viven experiencias de satisfacción y experiencias de frustración (recibo atención, escucha... pero, o no me comprenden del todo, o me asfixian y no me dejan la autonomía que yo desearía).
El Grupo, como la Madre, nos hace sentir poderosamente ambivalentes: ¿No nos recuerdan a nuestra niñez, no nos parecen infantiles, muchas de nuestras reacciones grupales en las que sentimos odio y amor a la vez, en las que ponemos en marcha mecanismos de defensa tan primitivos como la división de lo bueno y lo malo, y en las que nos identificamos proyectivamente?
En segundo lugar, en el grupo se viven poderosamente sentimientos que tienen que ver con la antigua relación Hijo-Padre. Estar en un grupo siempre es ver cómo se despiertan en nosotros las viejas tensiones entre la rebeldía y el sometimiento frente al depositario de la autoridad. Tensiones que dan lugar, de forma muy viva, a vivencias de rivalidad entre hermanos/iguales.
Efectivamente, un grupo da siempre origen a una red implícita de identificaciones, que va creando la Gestalt del grupo, la mentalidad grupal. El resultado de esta mentalidad grupal, es que cada uno de los miembros del grupo siente cómo tiene a su disposición un canal afectivo y simbólico que le permite la expresión de lo más profundo y primitivo de sí mismo. Un clima en el que le es posible a cada uno asumir roles, establecer relaciones que canalicen tanto la agresión como el afecto. El grupo en la edad adulta, como lo fue la familia en los primeros años de la vida, facilita medios inapreciables para la madurez.
Y esa es la primera y gran razón por la que un grupo sana. Porque permite elaborar (es decir, experimentar de forma repetida y cada vez más adaptada), las emociones, las ansiedades y los conflictos originarios de la vida humana.

### Aprendizaje
El grupo crea un espacio vital en el que es posible aprender de forma privilegiada. 
Aprendizaje y cambio siempre han estado peleando por ser objetivos alternativos de todo grupo8. Pero, ¿se puede pensar en un cambio personal, más o menos profundo, que no incluya, al menos, el aprendizaje de formas de comunicación, de nuevas formas de sentir y de pensar? Y, planteándolo de forma inversa, ¿podemos imaginar un aprendizaje cualquiera excluyendo que dé como fruto pequeños o grandes cambios personales? 
Los terapeutas individuales (no conductuales) se ven casi siempre voluntariamente maniatados, cuando intentan proporcionar a sus pacientes datos que les supongan un aprendizaje. No solamente eso, sino que casi todos ellos se ven obligados a renunciar al consejo como arma terapéutica, desde que han aceptado con gusto que es el paciente el que debe tomar la iniciativa, y conocen la sensibilidad extrema que tiene a injerencias en su terreno por parte de cualquier terapeuta demasiado ansioso por adelantar soluciones.
Un terapeuta individual ha de proteger su rol sin proporcionar a la persona a la que quiere ayudar ninguna experiencia nebulosa acerca de quién es cada uno en esta relación, o acerca de lo que se pretende en la relación misma. Esto le impide impartir conocimientos teóricos que en hipótesis podrían ser útiles. Los miembros de un grupo, sin embargo, pueden permitirse "explicar" en qué consiste eso de estar mal, cuáles son los pasos que han ayudado a cada uno, y lo que conviene hacer en este caso particular, desde un plano de igualdad altamente terapéutico y no comprometedor para el proceso. 
A numerosas personas les es necesario el hecho de aprender cognitivamente sobre el funcionamiento psíquico. Naturalmente se trata de un aprendizaje implícito, y por eso terapéuticamente eficaz y menos defensivo. 
La situación de igualdad que se establece entre los miembros del grupo hace que muchos consejos directos se den y se reciban sin que el terapeuta abandone su rol. Por otra parte una actividad tan estructurada como es el consejo, ayuda a que aparezcan patologías ocultas, como sería, por ejemplo, la del rechazador de todo consejo. O el mecanismo de negación. 
Junto al intercambio de datos, propio de toda interacción, y al consejo, existe en el grupo un aprendizaje sanador de suma importancia que es el aprendizaje de imitación. Es verdad que sería ingenuo pensar que no se da conducta imitativa en la relación de ayuda individual. Todo psicólogo que se ha formado él mismo en una relación de ayuda, sabe por experiencia propia hasta qué punto se sorprende más tarde repitiendo intervenciones, modos de hacer y de pensar de aquella persona que una vez le ayudó a él. Pero en el grupo la situación es, a este respecto, enormemente más explícita y más rica. Los participantes cuentan con una variedad grande de conductas que pueden imitar y "ensayar". De ellas unas serán abandonadas más tarde, otras serán modificadas. Todas ellas pertenecerán, como ensayos válidos, al proceso de crecimiento. 
No olvidemos que es A. Bandura, obviamente, el que ha tratado pacientes mostrando en su presencia, por ejemplo, como se aborda una fobia. Y lo ha logrado con éxito. El grupo no provoca conscientemente la conducta imitativa. Pero su posibilidad se da y es importante.
Somos conscientes de la dificultad que entraña el entender correctamente la palabra "aprender" en este contexto. El trabajo con grupos, que se viene llamando dinámica de grupos, nació precisamente como una forma de aprender en la que este término pasaba a querer decir algo más cercano a intuir, a vivenciar, a captar de forma inmediata y sin mucho razonamiento, pero con una luz especial. Es decir, a simbolizar adecuadamente un conocimiento penetrando todo su sentido, de forma emocional y lúcida al mismo tiempo. Algo que solamente se puede dar por medio de la experiencia y que difícilmente se da cuando transmitimos conocimientos teóricos desnudos. Aprender en este contexto es equivalente a cambiar, a crecer, o a madurar. A sanar.

### Experiencias de contacto con los demás
El grupo es un lugar privilegiado en el que se pueden lograr experiencias de especial calidad en el contacto cercano con los demás, que son, por su misma naturaleza, experiencias de maduración.
La sugerencia de Maslow, de que solamente las experiencias culminantes (peak experiences) nos pueden conducir a esa unificación personal que nos convierte en personas conseguidas y totales, en comunión nosotros mismos, con los demás y con el mundo, hizo nacer, en los años sesenta, numerosos movimientos que se lanzaron a la búsqueda de oportunidades de experimentar. La droga, la carretera, la vida sin estructura, se convirtieron en tópicos y a la vez en símbolos de una búsqueda. El grupo, dentro de este ambiente, se ofreció como una oportunidad más, y sin los peligros de las demás, de lograr experiencias intensas, vivencias totalizadoras y auténticas, y, en una palabra, plenitud personal. Al cabo de los años se repetía la oferta tan temprana del inventor del Psicodrama: sucedía por fin a nivel social la "invitación a un encuentro”.
La realidad es que en el grupo el otro se convierte en un alter que me altera con su presencia. Aparece como alguien distinto de mí, pero a la vez tan semejante y tan cercano a mí como para que la comparación conmigo sea posible. Pone ante mí la realidad de que se puede ser persona de otra manera a cómo yo lo soy. Me encuentro con él y a la vez me encuentro conmigo. "Dicen que el hombre no es hombre / hasta que no oye su nombre / de labios de una mujer, / puede ser" decía intuitivamente Machado. 
El grupo es el lugar de los otros. Ellos, como el coro griego, abren ante mí un horizonte de emociones. En ellos los sentimientos resuenan, se amplifican, cobran una extraña realidad. El fenómeno de la empatía se multiplica como en una situación de vértigo, haciéndose más real y más pregnante. Moreno usaba bellas palabras para expresar esa experiencia indefinible que proporciona el grupo: "Y cuando estés cerca yo tomaré tus ojos y los pondré en el lugar de los míos, y tú tomarás mis ojos y los pondrás en el lugar de los tuyos. Y entonces yo te miraré a ti con tus ojos y tú a mi con los míos"10. El encuentro realiza frecuentemente el paradigma de la situación empática sanadora.
En palabras de Yalom, en el lugar citado más arriba, la gran experiencia que los grupos proporcionan es el sentimiento de curación. El grupo es un lugar privilegiado en el que se puede tener la experiencia de que algunos miembros han mejorado ya, y otros están en trance de hacerlo en presencia de todos los demás participantes. El mensaje es claro: Es posible sanar. Y la consiguiente movilización de energía puede llegar a ser arrolladora. Claro que esto nos debe hacer pensar que no todos los grupos son igualmente sanadores. No lo son. Grupos con larga historia, y por tanto con larga memoria de sujetos que cambiaron para mejor, son una poderosa arma en manos de un terapeuta avezado. Tengamos en cuenta que muchas técnicas grupales que se emplean comúnmente dan enorme importancia a este factor. Citemos sin entrar en más detalles los grupos de alcohólicos anónimos, o algunos grupos de recuperación de drogodependientes, en los que la presencia de ex-alcohólicos, o de ex-drogodependientes es un elemento terapéutico básico.

### El grupo: referencias más universales.
Un sentimiento iatrogénico es el de unicidad en los problemas personales. Frecuentemente encontramos en la práctica clínica que los problemas psíquicos se agrandan y generan defensas a partir de la sensación del paciente de que lo que a él le pasa no le pasa a nadie más.
El grupo quita sentido de unicidad, lo desconfirma. Frecuentemente problemas muy profundos (experiencias de incesto, etc.) se perciben en el grupo como sucesos de la propia historia que al ser habladas entran en relación con "lo universal" del grupo. En la particular asociación libre que se da en el grupo, alcanzan paradójicamente una nueva facilidad de verbalización aquellos "secretos" tenidos por innombrables. 
Las técnicas del secreto anónimo han venido a revelar tres contenidos como principales "secretos" que bloquean campos enteros de la actividad psíquica de las personas:
- Sentimientos de inadecuación.
- Alienación personal.
- Cuestiones de sexo - identidad sexual - homosexualidad.

Precisamente estas áreas de contenido psíquico son algunas de las que reciben del grupo mayor facilitación a la hora de ser verbalizadas. Con mucha frecuencia el grupo asocia situaciones de contenido semejante o diverso, en las que el núcleo es cualitativamente el mismo,. y que diluyen la angustia de la irrepetibilidad. Por una vez ensayar formas de abordar lo inabordable parece ser posible.

### El grupo: identificaciones positivas
Frecuentemente la neurosis ha generado o tiene en su origen identificaciones falsas que mantienen a los sujetos en un inmovilismo enfermo. El grupo invita a un tipo de acción (no estamos aquí sugiriendo que el grupo provoque mecanismos defensivos de acting out) en el que es posible que se generen identificaciones positivas. La situación grupal permite que cada uno de los sujetos sea a la vez paciente y agente terapéutico. En el régimen de igualdad que impera en un grupo todos están tácitamente invitados a dar a la vez que a recibir ayuda, y por tanto a adoptar el papel de ayudador, de madre protectora, o de apoyo en la desgracia, según otros miembros del grupo, a juicio de cada uno, lo va necesitando. Con lo cual todos tienen la oportunidad de identificarse con figuras positivas de manera más real de lo que permitiría ninguna relación individual de ayuda.
Cuando se está mal, es creencia común, ayudar es la única salida para romper el círculo infernal de la enfermedad.

### El moderador
El moderador del grupo como elemento de curación: de la intervención “individual” a la intervención “grupal”.
La historia de los últimos años ha ido matizando el papel que aquel que está al frente de un grupo desempeña en el buen funcionamiento de este. Siempre se trata de un papel decisivo como elemento de impulso a la maduración y al crecimiento. El gran elemento sanador de un grupo es la persona focal de su terapeuta.
Los años treinta y cuarenta supusieron el primer florecimiento de la terapia de grupo. El terapeuta, bajo la influencia todopoderosa de la de la terapia individual, pasa a desempeñar el papel de controlador de un proceso conocido. El hecho de realizar en grupo lo que, de suyo, puede ser realizado cómodamente en una situación individual, además de suponer un ahorro notable de tiempo y energías, permite realizar la labor de terapia en un clima propicio. Así el terapeuta es el creador de un clima de confianza no amenazadora: Protege al grupo de su propia irracionalidad, e incluso puede permitirse proteger a un miembro que está recibiendo una retroalimentación poco adecuada o excesiva. Mantiene la atención fija en los datos de cada una de las personas que suceden en el presente del grupo, procurando a la vez que sea el grupo, y no él mismo, quien genere esos datos, logrando así transmitir una postura clarificadora sumamente eficaz.
Los instrumentos conceptuales no han variado enormemente, si pensamos en la terapia individual. Las dificultades que se encuentran, con sus matices, son también las esperadas:
Asociación libre: La “free floating discussion” es su equivalente.
La Resistencia: Existe, pero los otros miembros “reaccionan ante las defensas y ayudan a su desmontaje”.
La transferencia: Existe, pero en el grupo es múltiple. Y cambiante.
La contratransferencia: Es más difícil de controlar. Hay mucha tensión emocional para el terapeuta. Especial peligro de abuso de poder.
El acting out: Existe más actuación. A veces no es fácil mantener los límites claros.
Se puede decir que la relación creada en el grupo es una relación “en abanico”. Cada uno de los pacientes se relaciona principalmente con el centro evidente que es el terapeuta, y bajo su mirada permite que le afecten las presencias ajenas que le rodean, y así hagan más patentes las conductas conflictivas o constructivas.
Los años cincuenta suponen el descubrimiento de la interpretación directa, y de la relación con el grupo como con un todo. El terapeuta asciende a un silencio más suscitador de fantasías colectivas que creador de clima benévolo que disminuya las defensas. La eficacia del terapeuta, al asimilar la noción de emociones grupales, y la teoría de los objetos internos, se amplía con nuevos aspectos:
- Al cohibir su espontaneidad exterior, al no interpelar directamente a las personas o a las relaciones que éstas mantienen entre sí, sino a las fantasías colectivas del grupo, ve aumentar su poder simbólico hasta cotas inimaginables. Así hace vivir al grupo el problema fundamental del poder.
- Con su ambigüedad como rol de referencia, suscita que cada paciente proyecte en él vivencias muy primitivas, que podrán ser luego interpretadas. La interpretación es un arma de gran potencia, especialmente si se dirige a emociones y procesos grupales, a los conflictos más focales de esta pequeña colectividad que representa la vida en el mundo real.
- Desde la neutralidad de su papel, es el gran transmisor de implacable honestidad a la hora de afrontar los procesos del grupo. Él es el responsable de que los miembros del grupos vayan distinguiendo lo que realmente viene de afuera de lo que es producto de sus “objetos internos” en las vivencias que aportan. Él pone de relieve que el material que debe ser elaborado no es sólo el que aporta la memoria, sino el que se está produciendo “aquí y ahora” en la situación de grupo. Sobre ese material se puede trabajar útilmente, porque es un material maleable, no endurecido por el paso del tiempo.

El terapeuta se relaciona con el grupo a un nivel manifiesto, y en él transmite sobre todo que “En este grupo se pueden expresar hasta los sentimientos más intensos, y de cualquier tipo”. 
A un nivel más latente se relaciona con los estratos más infantiles (más regresivos) de los miembros del grupo. Estos le perciben como un ser omnipotente, paternal, del cual sería muy placentero depender. Y a la vez como alguien de quien hay que defenderse para ser uno mismo (como en la vida). 
Pero más que nada "Proporciona experiencias al grupo". (No es frecuente que haga interpretaciones del nivel infantil). Tiene, obviamente, más fe en lo vivido que en la interpretado.

### Evolución
La evolución es crucial. Es la evolución que va desde hacer terapia individual en grupo, a realizar terapia de grupo. Las publicaciones que encontramos en los últimos años ofrecen modalidades de muy diversos tipos para la terapia en situación grupal. Pero todas ellas se han visto afectadas por este movimiento pendular de lo individual a lo grupal. 
Bien es verdad que el que se dedica a esta actividad de forma regular, conoce bien cuáles son las tentaciones del terapeuta: Sometido a la mirada directa de ¿siete?, ¿ocho?, pares de ojos, soporta la tensión de una intensa vivencia que le toma a él por pantalla de proyecciones, que deposita en él la electrizante responsabilidad de contactar con lo común, lo focal. Ese terapeuta siente una y otra vez la llamada a la omnipotencia gratificante a corto plazo, de la interpretación individual, o a la acogedora situación del que suscita y acaricia la confidencia personal.
Un terapeuta normal conoce hasta qué punto es fácil recurrir a estereotipos aclaradores, siempre tan bien recibidos por los pacientes, que desean conocerse. Es fácil, y confortable, porque evita así la intensidad dolorosa, casi de trance, que se vive cuando un grupo afronta en el momento presente, y no en la narración, los grandes conflictos de la afectividad humana.